# Kermánsáh megye

Kermánsáh tartomány megyéinek elhelyezkedése

Kermánsáh megye (perzsául: شهرستان کرمانشاه) Irán Kermánsáh tartománynak középső megyéje az ország nyugati részén. Északon Kurdisztán tartomány, északkeleten Szahne megye, keleten Harszin megye, délen Ilám tartomány, délnyugatról Eszlámábád-e Garb megye, nyugatról Dáláhu megye, északnyugatról Ravánszar megye határolja. Székhelye a 851 000 fős Kermánsáh városa. Második legnagyobb városa a 3700 fős Kuzarán. További városai még: Halasi és Robát. A megye lakossága 950 400 fő. A megye négy további kerületre oszlik: Központi kerület, Kuzarán kerület, Máhidasht kerület és Firuzábád kerület.

## Fordítás
- Ez a szócikk részben vagy egészben  a   Kermanshah County című angol Wikipédia-szócikk ezen változatának fordításán alapul.  Az eredeti cikk szerkesztőit annak laptörténete sorolja fel. Ez a jelzés csupán a megfogalmazás eredetét és a szerzői jogokat jelzi, nem szolgál a cikkben szereplő információk forrásmegjelöléseként.